# バスケットボールケニア代表
バスケットボールケニア代表（バスケットボールケニアきょうわこくだいひょう、Kenya men's national basketball team）は、ケニアバスケットボール連盟により国際大会に派遣される男子バスケットボールのナショナルチームである。

## 歴史
アフリカ選手権は自国開催の1993年に4位となった。以降はアフリカ選手権から遠ざかるが、2021年に18年ぶり出場を決めた。

## 主な国際大会成績
- オリンピック
  - 出場なし
- ワールドカップの成績
  - 出場なし
- アフリカ選手権の成績
  - 1985年 ― 12位
  - 1989年 ― 11位
  - 1993年 ― 4位
  - 2021年 ― 予選通過